# Ханс Келзен
Hans Kelsen (на немски: Hans Kelsen) е австрийски юрист и философ, работил дълго време в Съединените щати. Смятан е за един от най-значимите философи на правото на 20 век.

## Биография
Роден е на 11 октомври 1881 година в еврейско семейство в Прага, но израства във Виена. През 1906 година завършва право във Виенския университет, където след това става преподавател. През 1930 – 1934 година преподава в Кьолнския университет, а през 1934 – 1940 година – в Женевския институт за международни отношения. През 1940 година заминава за Съединените щати, където след 1945 година преподава в Калифорнийски университет, Бъркли.
Ханс Келзен умира на 19 април 1973 година в Бъркли.